# Frente Nacional de Liberación de Vietnam
El Frente Nacional de Liberación de Vietnam (en vietnamita: Mặt Trận Giải Phóng Miền Nam Việt Nam), también conocido como Việt Cộng —denominación utilizada por Estados Unidos y sus aliados de Vietnam del Sur—, fue una organización política de masas en Vietnam del Sur y Camboya con su propio ejército, las Fuerzas Armadas de Liberación Popular de Vietnam del Sur (PLAF), que luchó contra los gobiernos de los Estados Unidos y Vietnam del Sur durante la guerra de Vietnam, finalmente emergiendo del lado ganador. Tenía unidades tanto de guerrilla como de ejército regular, así como una red de cuadros que organizaban a los campesinos en el territorio que controlaba. Muchos soldados fueron reclutados en Vietnam del Sur, pero otros fueron vinculados al Ejército Popular de Vietnam (PAVN), el ejército regular de Vietnam del Norte. Durante la guerra, los comunistas y los activistas en contra de la guerra insistieron en que el Việt Cộng era una insurgencia indígena en el sur, mientras que los gobiernos de los Estados Unidos y de Vietnam del Sur representaron al grupo como una herramienta de Hanói. Aunque la terminología distingue a los norteños de los sureños, las fuerzas comunistas estaban bajo una sola estructura de mando establecida en 1958.
La sede del Viet Cong, con sede en Memot (un distrito de Camboya, cercana a la frontera con Vietnam), llegó a ser conocida como Oficina Central para Vietnam del Sur o COSVN por su Comando de Asistencia Militar de Vietnam (MACV) y contrapartes de Vietnam del Sur, un "casi mítico Pentágono de bambú" del cual se dirigía todo el esfuerzo de guerra del Việt Cộng. Durante casi una década, el legendario cuartel general de COSVN fue el objetivo del esfuerzo de guerra survietnamita y estadounidense, que si destruido, habría colapsado el esfuerzo de guerra de la insurgencia. Las Fuerzas Especiales de los Estados Unidos y Vietnam del Sur enviadas frecuentemente para capturarlos, eran neutralizadas muy rápidamente o regresaban con grandes bajas hasta tal punto de que los equipos subsiguientes se negaban a ir. Los bombardeos diarios de B-52 no habían logrado matar a ninguno de los líderes durante la Operación Menú a pesar de haber aplanado toda el área, ya que los arrastreros soviéticos pudieron advertir al COSVN, quien utilizó los datos de velocidad, altitud y dirección para moverse perpendicular y para moverse bajo tierra.
Vietnam del Norte estableció el Frente de Liberación Nacional el 20 de diciembre de 1960 para fomentar la insurgencia en el Sur. Muchos de los miembros principales del Việt Cộng eran voluntarios "reagrupados", en el sur de Việt Minh, que se había reasentado en el norte después de la Conferencia de Ginebra (1954). Hanói dio entrenamiento militar a los reagrupados y los envió de regreso al sur a lo largo de la Ruta Ho Chi Minh a principios de los años sesenta. El FLN pidió a los vietnamitas del sur "derrocar al régimen colonial camuflado de los imperialistas estadounidenses" y hacer "esfuerzos hacia la unificación pacífica". La acción más conocida de la PLAF fue la Ofensiva de Tet, un asalto gigantesco en más de 100 centros urbanos de Vietnam del Sur en 1968, incluido un ataque a la embajada de los Estados Unidos en Saigón. La ofensiva atrajo la atención de los medios de comunicación del mundo durante semanas, pero también extendió demasiado el Việt Cộng. Dos ofensivas más se llevaron a cabo a su paso, el mini-Tet y la Ofensiva de agosto. En 1969, el Việt Cộng establecería el Gobierno Revolucionario Provisional de la República de Vietnam del Sur, un país en la sombra en Vietnam del Sur destinado a representar a la organización en el escenario mundial y fue reconocido inmediatamente por el bloque comunista y mantuvo vínculos diplomáticos con muchas naciones en el Movimiento No Alineado. Las ofensivas comunistas posteriores fueron conducidas predominantemente por fuerzas del PAVN recientemente mecanizadas, ya que la capacidad del Việt Cộng para reclutar entre los vietnamitas del sur se hizo mucho más limitada. El Việt Cộng siguió siendo un activo frente militar y político. La organización se disolvió en 1976 cuando el norte y el sur de Vietnam se unificaron oficialmente bajo un gobierno comunista
La organización política y militar del Việt Cộng era compleja, con una serie de redes, comités y organizaciones bien construidas y superpuestas. La ayuda material se proporcionó principalmente a través del bien establecido e ingeniosa ruta de Hồ Chí Minh, que resistió la campaña de bombardeos más sostenida de la historia al tiempo que expandió el esfuerzo de guerra. Habían desarrollado además un complejo método de guerra de insurgencia capaz de contrarrestar números y tecnología abrumadoramente superiores, manteniendo la iniciativa estratégica durante gran parte de la guerra. Según los Pentagon Papers, el 90 % de los grandes tiroteos fueron iniciados por la PAVN/VC y el 80 % fueron operaciones de VC bien planificadas durante la mayor parte de la guerra y ya en 1966, el Secretario de Defensa de los Estados Unidos Robert McNamara expresó dudas sobre la capacidad de los Estados Unidos para ganar la guerra.

## Nombres
El término Việt Cộng apareció en los periódicos de Saigón a partir de 1956. Es una contracción de Việt Nam Cộng-sản (comunista vietnamita), o alternativamente Việt gian cộng sản ("Traidor comunista a Vietnam"). La primera cita para Việt Cộng en inglés es de 1957. Los medios de comunicación de todo el mundo se refieren a ellos como "Vietcong". Los soldados estadounidenses se referían a ellos como Victor Charlie o V-C. "Victor" y "Charlie" son letras del alfabeto fonético de la OTAN. "Charlie" se refería a las fuerzas comunistas en general, tanto a Việt Cộng como a Vietnam del Norte.
La historia oficial de Vietnam da el nombre del grupo como Ejército de Liberación de Vietnam del Sur o Frente de Liberación Nacional para Vietnam del Sur (NLFSV; Mặt trận Dân tộc Giải phóng miền Nam Việt Nam). Muchos escritores acortan esto al Frente de Liberación Nacional (NLF). En 1969, el Việt Cộng creó el "Gobierno Revolucionario Provisional de la República de Vietnam del Sur" (Chính Phủ Cách Mạng Lâm Thời Cộng Hòa Miền Nam Việt Nam), abreviado PRG. Aunque el NLF no fue abolido oficialmente hasta 1977, el Việt Cộng ya no usó el nombre después de la creación de PRG. Los miembros generalmente se referían al organización, al FLNV, como "el Frente" (Mặt trận). Los medios vietnamitas de hoy con mayor frecuencia se refieren al grupo como las "Fuerzas Armadas de Liberación Popular de Vietnam del Sur (PLAF)" (Quân Giải phóng Miền Nam Việt Nam).

## Historia

### Origen
Según los términos de la Conferencia de Ginebra (1954), que puso fin a la guerra de Indochina, Francia y el Việt Minh acordaron una tregua y una separación de fuerzas. El Việt Minh se había convertido en el gobierno de la República Democrática de Vietnam desde la elección general vietnamita de 1946, y las fuerzas militares de los comunistas se reagruparon allí. Las fuerzas militares de los no comunistas se reagruparon en Vietnam del Sur, que se convirtió en un estado separado. Las elecciones sobre la reunificación estaban programadas para julio de 1956. Un Vietnam dividido enfureció a los nacionalistas vietnamitas, pero hizo que el país no representara una amenaza para China. La República Democrática de Vietnam en el pasado y Vietnam en el presente no reconocieron y no reconocen la división de Vietnam en dos países. El primer ministro chino, Zhou Enlai, negoció los términos del alto el fuego con Francia y luego los impuso al Việt Minh.

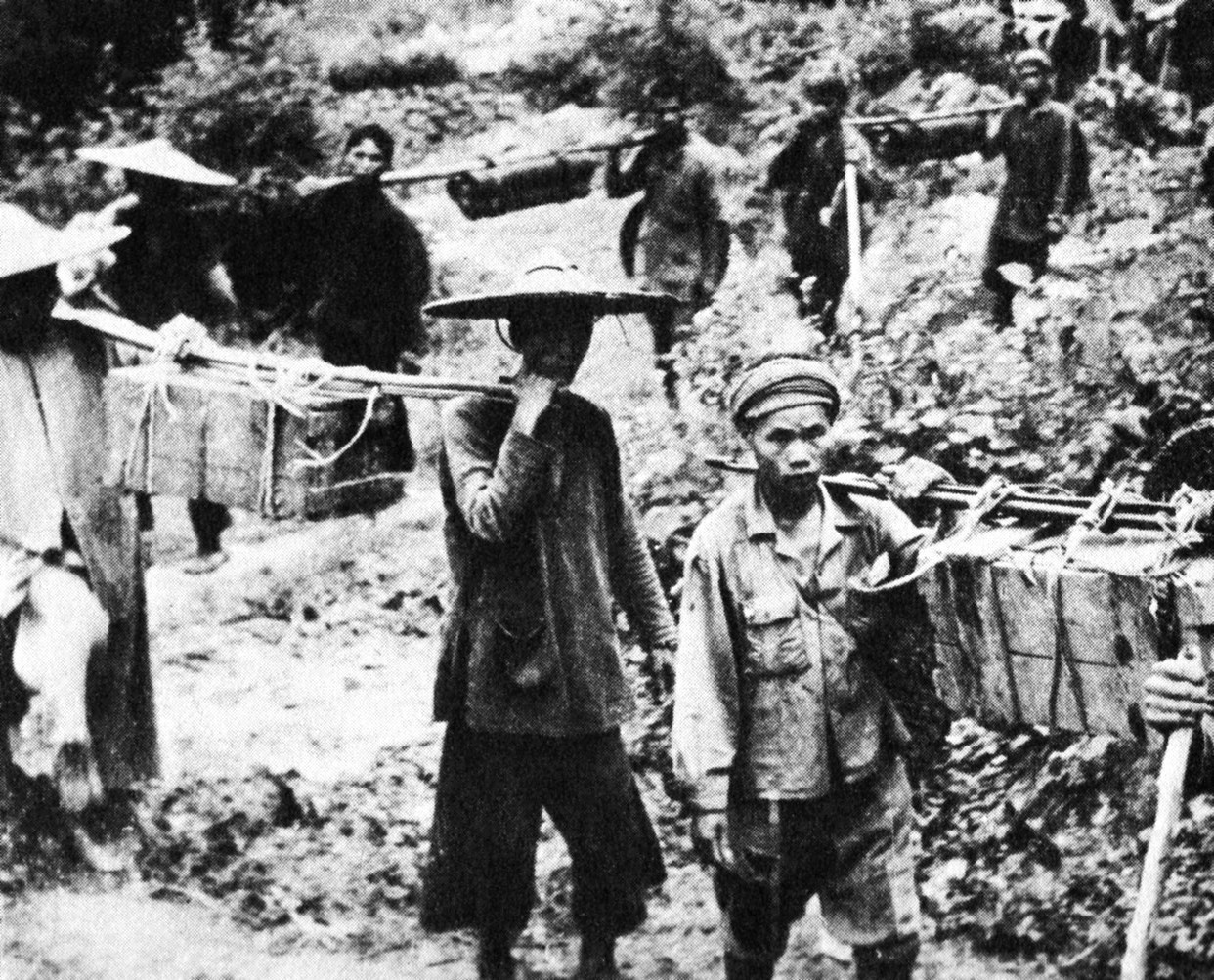
Soldados y civiles llevaron suministros al sur por la ruta de Ho Chi Minh. (1959)

Cerca de 90 000 miembros del Việt Minh fueron evacuados al norte, mientras que entre 5000 y 10 000 cuadros permanecieron en el sur, la mayoría de ellos con órdenes de reenfocarse en la actividad política y la agitación. El Comité de Paz de Saigón-Cholon, el primer frente de Việt Cộng, fue fundado en 1954 para proporcionar liderazgo a este grupo. Otros nombres de los frentes utilizados por el Việt Cộng en la década de 1950 implicaban que los miembros luchaban por causas religiosas, por ejemplo, el "Comité Ejecutivo del Frente de la Patria", que sugería la afiliación con la secta Hòa Hảo, o la "Asociación Budista Vietnam-Camboya". Los grupos del frente fueron favorecidos por el Việt Cộng hasta tal punto que su verdadero liderazgo permaneció en la sombra hasta mucho después de que terminara la guerra, lo que provocó la expresión "el Việt Cộng sin rostro".
Dirigido por Ngô Đình Diệm, Vietnam del Sur se negó a firmar la Conferencia de Ginebra. Argumentando que una elección libre era imposible bajo las condiciones que existían en el territorio controlado por los comunistas, Diệm anunció en julio de 1955 que la elección programada sobre la reunificación no se llevaría a cabo. Después de someter a la banda del crimen organizado Bình Xuyên en la Batalla por Saigón en 1955, y al Hòa Hảo y otras sectas religiosas militantes a principios de 1956, Diệm dirigió su atención al Việt Cộng. En unos pocos meses, el Việt Cộng había sido conducido a pantanos remotos. El éxito de esta campaña inspiró al presidente de los Estados Unidos Dwight Eisenhower a llamar a Diệm el "hombre milagroso" cuando visitó los Estados Unidos en mayo de 1957. Francia retiró a sus últimos soldados de Vietnam en abril de 1956.
En marzo de 1956, el líder comunista del sur, Lê Duẩn, presentó un plan para reactivar la insurgencia titulada "El camino hacia el sur" a los demás miembros del Politburó en Hanói. Argumentó firmemente que la guerra con los Estados Unidos era necesaria para lograr la unificación. Pero como China y los soviéticos se opusieron a la confrontación en este momento, el plan de Lê Duẩn fue rechazado y se ordenó a los comunistas del Sur que se limitaran a la lucha económica. El liderazgo se dividió en una facción "Primero del Norte", o pro-Beijing, dirigida por Trường Chinh, y una facción "Primero del Sur" liderada por Lê Duẩn.
A medida que la división chino-soviética se ampliaba en los meses siguientes, Hanói comenzó a enfrentarse entre sí a los dos gigantes comunistas. El liderazgo de Vietnam del Norte aprobó medidas tentativas para reactivar la insurgencia del sur en diciembre de 1956. El plan de Lê Duẩn para la revolución en el Sur fue aprobado en principio, pero su implementación estaba condicionada a la obtención de apoyo internacional y a la modernización del ejército, que se esperaba que tomara al menos hasta 1959. El presidente Hồ Chí Minh destacó que la violencia era todavía un último recurso. A Nguyễn Hữu Xuyên se le asignó un comando militar en el Sur, en reemplazo de Lê Duẩn, quien fue nombrado jefe interino del partido en Vietnam del Norte. Esto representó una pérdida de poder para Hồ, que prefería a Võ Nguyên Giáp, más moderado, que era ministro de defensa.

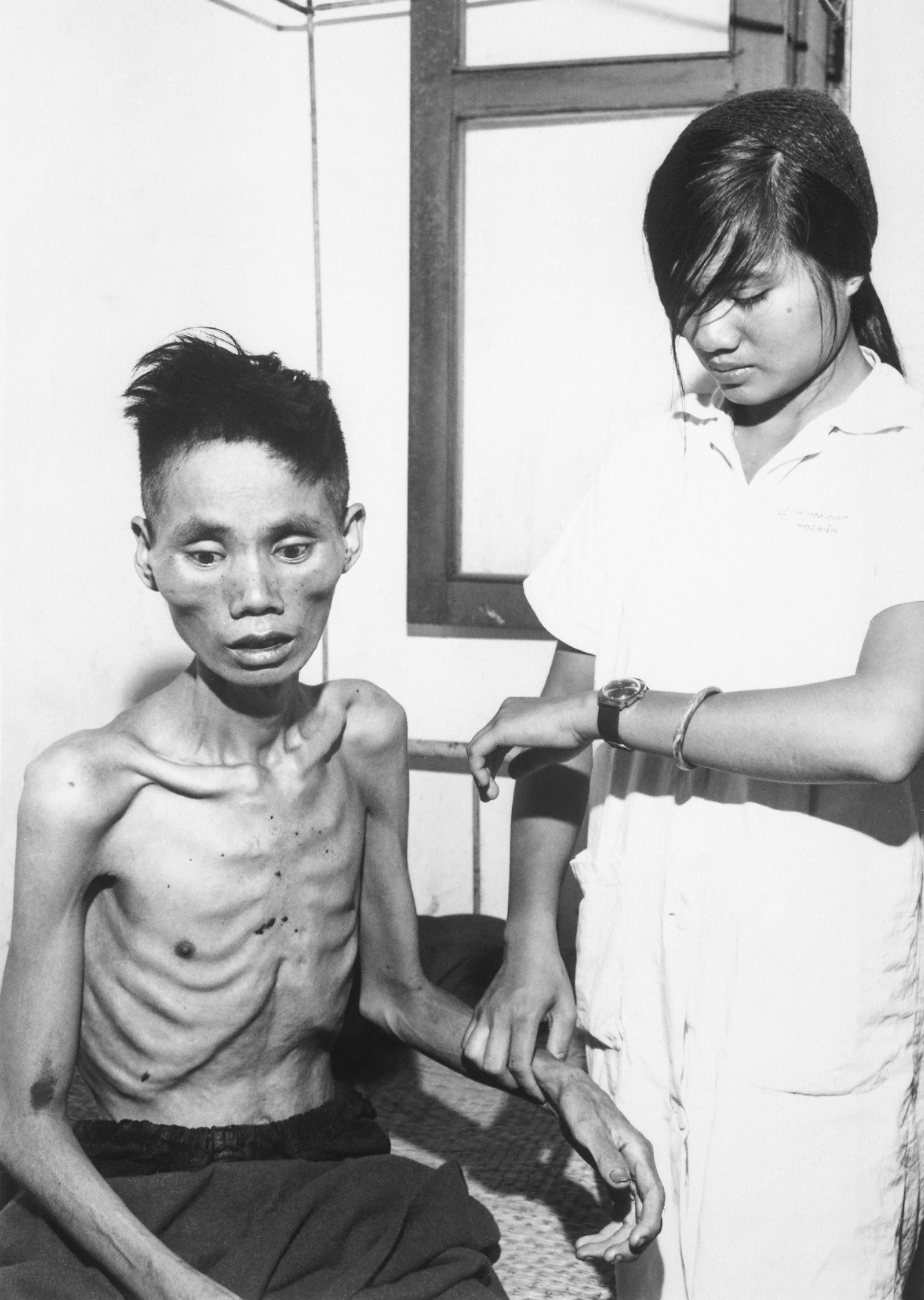
Le Van Than, desertor de las fuerzas comunistas que se había unido al lado del gobierno de Vietnam del Sur y luego fue recapturado por el Viet Cong, pasó un mes en un campo de internamiento del Viet Cong donde deliveradamente lo dejaron pasar hambre.

Una campaña de asesinatos, referida como "exterminio de traidores" o "propaganda armada" en la literatura comunista, comenzó en abril de 1957. Historias de asesinatos sensacionalistas y caos llenaron los titulares. Diecisiete civiles murieron por disparos de ametralladora en un bar en Châu Đốc en julio y en septiembre un jefe de distrito fue asesinado con su hermano en una carretera principal a plena luz del día. En octubre de 1957, una serie de bombas explotaron en Saigón y dejaron a 13 estadounidenses heridos.
En un discurso pronunciado el 2 de septiembre de 1957, Hồ reiteró la línea de lucha económica "primero el Norte". El lanzamiento del Sputnik en octubre aumentó la confianza soviética y llevó a una revaluación de la política con respecto a Indochina, que durante mucho tiempo se trató como una esfera de influencia china. En noviembre, Hồ viajó a Moscú con Lê Duẩn y obtuvo la aprobación para una línea más militante. A principios de 1958, Lê Duẩn se reunió con los líderes de la "Inter-zona V" (norte de Vietnam del Sur) y ordenó el establecimiento de patrullas y áreas seguras para proporcionar apoyo logístico para la actividad en el Delta del Mekong y en las áreas urbanas. En junio de 1958, el Việt Cộng creó una estructura de comando para el delta del este del Mekong. El estudioso francés Bernard Fall publicó un artículo influyente en julio de 1958 que analizaba el patrón de aumento de la violencia y concluyó que había comenzado una nueva guerra.

## Pies de página
1. ↑  Radio Hanoi lo llamó el "Frente Nacional para la Liberación de Vietnam del Sur" en una emisión de enero de 1961 anunciando la formación del grupo. En sus memorias, Võ Nguyên Giáp llamó al grupo el "Frente de Liberación Nacional de Vietnam del Sur" (Nguyên Giáp Võ, Russell Stetler (1970). The Military Art of People's War: Selected Writings of General Vo Nguyen Giap. pp. 206, 208, 210.). Véase también «Program of the National Liberation Front of South Viet-Nam». Archivado desde el original el 26 de junio de 2010. (1967).

## Lecturas relacionadas
- U.S. Senate Judiciary Committee, The Human Cost of Communism in Vietnam (1972), part I, part II, part III, and part IV.
- Marvin Gettleman, et al. Vietnam and America: A Documented History. Grove Press. 1995. ISBN 0-8021-3362-2. See especially Part VII: The Decisive Year.
- Truong Nhu Tang. A Việt Cộng Memoir. Random House. ISBN 0-394-74309-1. 1985. Consulte el Capítulo 7 sobre la formación de Việt Cộng y el Capítulo 21 sobre la toma de posesión comunista en 1975.
- Frances Fitzgerald. Fire in the Lake: The Vietnamese and the Americans in Vietnam. Boston: Little, Brown and Company, 1972. ISBN 0-316-28423-8. See Chapter 4. "The National Liberation Front".
- Douglas Valentine. The Phoenix Program. New York: William Morrow and Company. 1990. ISBN 0-688-09130-X.
- Merle Pribbenow (translation). Victory in Vietnam: The Official History of the People's Army of Vietnam. University Press of Kansas. 2002 ISBN 0-7006-1175-4

- Datos: Q174423
- Multimedia: National Liberation Front of South Vietnam / Q174423